# 埃利亚·卢伊尼
埃利亚·卢伊尼（義大利語：Elia Luini，1979年6月23日—），意大利男子赛艇运动员。他曾代表意大利参加2000年、2004年、2008年和2012年夏季奥林匹克运动会赛艇比赛，获得一枚银牌。